# خوزه لوئیس ابلاندو
خوزه لوئیس ابلاندو (انگلیسی: José Luis Ablanedo؛ زادهٔ ۲۲ اوت ۱۹۶۲) بازیکن فوتبال اهل اسپانیا است.
از باشگاه‌هایی که در آن بازی کرده‌است می‌توان به باشگاه فوتبال اسپانیول و باشگاه فوتبال اسپورتینگ خیخون اشاره کرد.